# Zapasy na Letnich Igrzyskach Olimpijskich 1976 – kategoria do 74 kg w stylu klasycznym
Zmagania mężczyzn w wadze 74 kg to jedna z dziesięciu męskich konkurencji w zapasach w stylu klasycznym rozgrywanych podczas Letnich Igrzysk Olimpijskich 1976. Pojedynki w tej kategorii wagowej odbyły się w dniach 20 – 24 lipca.

## Klasyfikacja[2]
| Pozycja | Nazwisko             | Kraj              |
| ------- | -------------------- | ----------------- |
| 1       | Anatolij Bykow       | ZSRR              |
| 2       | Vítězslav Mácha      | Czechosłowacja    |
| 3       | Karl-Heinz Helbing   | RFN               |
| 4       | Mikko Huhtala        | Finlandia         |
| 5       | Klaus-Peter Göpfert  | NRD               |
| 6       | Gheorghe Ciobotaru   | Rumunia           |
| 7       | Jan Karlsson         | Szwecja           |
| 8       | Petros Galaktopulos  | Grecja            |
| 9       | Yasuo Nagatomo       | Japonia           |
| 10      | Janko Szopow         | Bułgaria          |
| 11      | Hans Kiss            | Austria           |
| .       | Stanisław Krzesiński | Polska            |
| 13      | Idalberto Barban     | Kuba              |
| 14      | John Matthews        | Stany Zjednoczone |
| 15      | Brian Renken         | Kanada            |
| .       | Mihály Toma          | Węgry             |
| 17      | Brahim Toughza       | Maroko            |
| .       | Dżamcyn Dawaadżaw    | Mongolia          |

## Zasady
Przyjęto zasadę punktów karnych, gdzie zdobycie sześciu punktów lub więcej eliminowało zawodnika z turnieju. Kolejność miejsc medalowych ustalona została w specjalnej rundzie finałowej, z udziałem trzech zawodników z najmniejszą liczbą takich punktów.
- TF — Łopatki
- DQ — Dyskwalifikacja za pasywność
- IN — Kontuzja przeciwnika
- D1 — Dyskwalifikacja za pasywność, zwycięzca również był pasywny
- D2 — Dyskwalifikacja obu zawodników za pasywność
- DNA — Zawodnik nie przystąpił do walki
- TPP — Punkty karne razem
- MPP — Punkty karne pojedynku

## Punktacja
- 0 — Wygrana na łopatki, przewagę techinczną, pasywność, kontuzję
- 0.5 — Wygrana na punkty  (8-11 punktów różnicy)
- 1 — Wygrana na punkty  (1-7 punktów różnicy)
- 2 — Dyskwalifikacja za pasywność, zwycięzca również był pasywny
- 3 — Przegrana na punkty (1-7 punktów różnicy)
- 3.5 — Przegrana na punkty (8-11 punktów różnicy)
- 4 — Przegrana na łopatki, przewagę techiczną, pasywność, kontuzję

## Wyniki[3]

### Pierwsza runda
| TPP | MPP |                      | Wynik\|Czas |                   | MPP | TPP |
| --- | --- | -------------------- | ----------- | ----------------- | --- | --- |
| 0   | 0   | Yasuo Nagatomo       | IN / 5:25   | Dżamcyn Dawaadżaw | 4   | 4   |
| 4   | 4   | Gheorghe Ciobotaru   | D2 / 8:00   | Jan Karlsson      | 4   | 4   |
| 4   | 4   | Brahim Toughza       | DQ / 8:00   | Hans Kiss         | 0   | 0   |
| 4   | 4   | Stanisław Krzesiński | DQ / 5:15   | Mikko Huhtala     | 0   | 0   |
| 1   | 1   | Idalberto Barban     | 13 - 10     | John Matthews     | 3   | 3   |
| 4   | 4   | Klaus-Peter Göpfert  | DQ / 8:17   | Vítězslav Mácha   | 0   | 0   |
| 0   | 0   | Petros Galaktopulos  | TF / 4:54   | Brian Renken      | 4   | 4   |
| 0   | 0   | Janko Szopow         | DQ / 7:54   | Mihály Toma       | 4   | 4   |
| 4   | 4   | Karl-Heinz Helbing   | DQ / 7:56   | Anatolij Bykow    | 0   | 0   |

### Druga runda
| TPP | MPP |                      | Wynik\|Czas |                     | MPP | TPP |
| --- | --- | -------------------- | ----------- | ------------------- | --- | --- |
| 4   | 4   | Yasuo Nagatomo       | DQ / 6:50   | Gheorghe Ciobotaru  | 0   | 4   |
| 4   | 0   | Jan Karlsson         | TF / 2:40   | Hans Kiss           | 4   | 4   |
| 4   | 0   | Stanisław Krzesiński | DQ / 7:53   | Idalberto Barban    | 4   | 5   |
| 0   | 0   | Mikko Huhtala        | DQ / 4:24   | John Matthews       | 4   | 7   |
| 5   | 1   | Klaus-Peter Göpfert  | 9 - 6       | Petros Galaktopulos | 3   | 3   |
| 0   | 0   | Vítězslav Mácha      | DQ / 6:57   | Brian Renken        | 4   | 8   |
| 4   | 4   | Janko Szopow         | D1 / 4:34   | Karl-Heinz Helbing  | 2   | 6   |
| 8   | 4   | Mihály Toma          | DQ / 7:44   | Anatolij Bykow      | 0   | 0   |
| 4   |     | Dżamcyn Dawaadżaw    |             | DNA                 |     |     |
| 4   |     | Brahim Toughza       |             | DNA                 |     |     |

### Trzecia runda
| TPP | MPP |                      | Wynik\|Czas |                     | MPP | TPP |
| --- | --- | -------------------- | ----------- | ------------------- | --- | --- |
| 7   | 3   | Yasuo Nagatomo       | 5 - 10      | Jan Karlsson        | 1   | 5   |
| 4   | 0   | Gheorghe Ciobotaru   | TF / 5:41   | Hans Kiss           | 4   | 8   |
| 8   | 4   | Stanisław Krzesiński | TF / 1:14   | Klaus-Peter Göpfert | 0   | 5   |
| 0.5 | 0.5 | Mikko Huhtala        | 12 - 3      | Idalberto Barbán    | 3.5 | 8.5 |
| 0.5 | 0.5 | Vítězslav Mácha      | 12 - 2      | Janko Szopow        | 3.5 | 7.5 |
| 7   | 4   | Petros Galaktopulos  | TF / 3:55   | Karl-Heinz Helbing  | 0   | 6   |
| 0   |     | Anatolij Bykow       |             | Bez walki           |     |     |

### Czwarta runda
| TPP | MPP |                    | Wynik\|Czas |                     | MPP | TPP |
| --- | --- | ------------------ | ----------- | ------------------- | --- | --- |
| 1   | 1   | Anatolij Bykow     | 7 - 6       | Gheorghe Ciobotaru  | 3   | 7   |
| 8   | 3   | Jan Karlsson       | 5 - 9       | Klaus-Peter Göpfert | 1   | 6   |
| 3.5 | 3   | Mikko Huhtala      | 3 - 4       | Vítězslav Mácha     | 1   | 1.5 |
| 6   |     | Karl-Heinz Helbing |             | Bez walki           |     |     |

### Piąta runda
| TPP | MPP |                    | Wynik\|Czas |                     | MPP | TPP |
| --- | --- | ------------------ | ----------- | ------------------- | --- | --- |
| 6   | 0   | Karl-Heinz Helbing | TF / 2:09   | Mikko Huhtala       | 4   | 7.5 |
| 1   | 0   | Anatolij Bykow     | DQ / 8:54   | Klaus-Peter Göpfert | 4   | 10  |
| 1.5 |     | Vítězslav Mácha    |             | Bez walki           |     |     |

### Runda finałowa
Zaliczone pojedynki z wcześniejszych rund
| TPP | MPP |                    | Wynik\|Czas |                    | MPP | TPP |
| --- | --- | ------------------ | ----------- | ------------------ | --- | --- |
|     | 4   | Karl-Heinz Helbing | DQ / 7:56   | Anatolij Bykow     | 0   |     |
|     | 0   | Vítězslav Mácha    | DQ / 8:52   | Karl-Heinz Helbing | 4   | 8   |
| 1   | 1   | Anatolij Bykow     | 7 - 3       | Vítězslav Mácha    | 3   | 3   |